# NGC 1186
NGC 1186 је спирална галаксија у сазвежђу Персеј која се налази на NGC листи објеката дубоког неба.
Деклинација објекта је + 42° 50' 8" а ректасцензија 3h 5m 30,9s. Привидна величина (магнитуда) објекта NGC 1186 износи 11,7 а фотографска магнитуда 12,5. NGC 1186 је још познат и под ознакама NGC 1174, UGC 2521, MCG 7-7-21, CGCG 540-34, IRAS 03022+4238, PGC 11617.